# Yo-Yo Ma
Yo-Yo Ma (Parijs, 7 oktober 1955) is een Chinees-Amerikaanse componist en virtuoos cellist die reeds meerdere Grammy Awards won.
Yo-Yo Ma werd geboren in Parijs uit Chinese ouders die oorspronkelijk uit Zhejiang kwamen. Hij werd opgevoed met muziek: zijn moeder (Marina Lu) was zangeres en zijn vader (Hiao-Tsiun Ma) was dirigent en componist. Yo-Yo Ma leerde de viool en de altviool bespelen voordat hij de cello oppakte. Toen Yo-Yo zeven jaar oud was, verhuisde de familie naar New York, waar hij opgroeide.
Ma was een muzikaal wonderkind: op achtjarige leeftijd verscheen hij op de Amerikaanse televisie als solist. Leonard Bernstein dirigeerde het begeleidende orkest. Bij de uitvoering was ook president Kennedy aanwezig. Hij volgde zijn schoolopleiding aan Juilliard in dubio over het vervolg van zijn carrière, en hij studeerde enige tijd aan Harvard, tot hij in de jaren zeventig definitief besloot om zich aan de muziek te wijden.
Sindsdien steeg zijn roem. Yo-Yo Ma trad op met de belangrijkste orkesten in de wereld. Zijn critici noemen hem een "muzikale alleseter", waarmee zij refereren aan de veelzijdigheid van zijn repertoire. Yo-Yo Ma waagt zich op meer gebieden dan de meeste klassieke cellisten. Hij maakte opnames van barok-werken, gespeeld op authentieke instrumenten, maar ook van bijvoorbeeld traditionele Chinese melodieën, Argentijnse tango's van Ástor Piazzolla, Braziiaanse samba en choro, Amerikaanse bluegrass en filmmuziek. Ma is ook oprichter van het Silk Road Ensemble, waarmee hij diverse albums uitbracht. Dit ensemble is een internationale groep musici, leden en oud-leden zijn onder andere Kayhan Kalhor, Nora Fischer, Rhiannon Giddens, Wu Man en Kinan Azmeh.
In 2022 verscheen Yo-Yo Ma als een cameo in de film Glass Onion: A Knives Out Mystery.

## Persoonlijk leven
In 1978 trouwde Ma met de violiste Jill Hornor. Ze hebben twee kinderen: Nicholas en Emily.

## Prijzen en onderscheidingen (selectie)
- 1978: Avery Fisher Prize
- 1985: Grammy Award in de categorie Best Instrumental Soloist Performance[3]
- 1986: Grammy Award in de categorie Best Chamber Music Performance
- 1987: Grammy Award in de categorie Best Chamber Music Performance
- 1990: Grammy Award in de categorie Best Instrumental Soloist(s) Performance
- 1992: Grammy Award in de categorie Best Chamber Music Performance
- 1993: Grammy Award in de categorie Best Chamber Music Performance
- 1993: Grammy Award in de categorie Best Instrumental Soloist(s) Performance
- 1995: Grammy Award in de categorie Best Instrumental Soloist(s) Performance
- 1995: Grammy Award in de categorie Best Classical Contemporary Composition]
- 1996: Grammy Award in de categorie Best Chamber Music Performance
- 1998: Grammy Award in de categorie Best Instrumental Soloist(s) Performance
- 1998: Grammy Award in de categorie Best Classical Album
- 1999: Grammy Award in de categorie Best Classical Crossover Album
- 2001: Grammy Award in de categorie Best Classical Crossover Album
- 2004: Grammy Award in de categorie Best Classical Crossover Album
- 2004: Latin Grammy Award inde categorie Best Instrumental Album[4]
- 2009: Grammy Award in de categorie Best Classical Crossover Album
- 2012: Grammy Award in de categorie Best Folk Album
- 2012: Polar Music Prize
- 2012: Songlines Music Award in de categorie Cross-Cultural Collaboration (met Stuart Duncan, Edgar Meyer en Chris Thile)[5]
- 2013: Gramophone Hall of Fame
- 2017: Grammy Award in de categorie Best World Music Album
- 2022: Grammy Award in de categorie Best Chamber Music/Small Ensemble Performance

## Galerij

Een optreden in het Witte Huis voor president Reagan en zijn vrouw en kroonprins Akihito en prinses Michiko van Japan (1987)
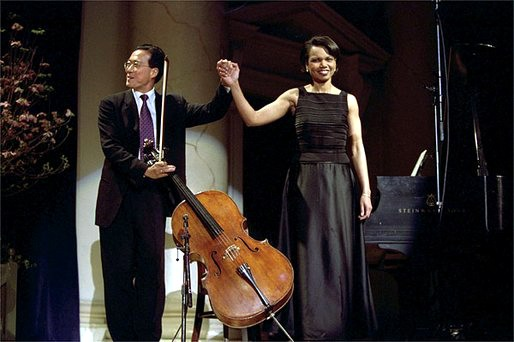
Een optreden samen met veiligheidsadviseur Condoleezza Rice op piano (2002)
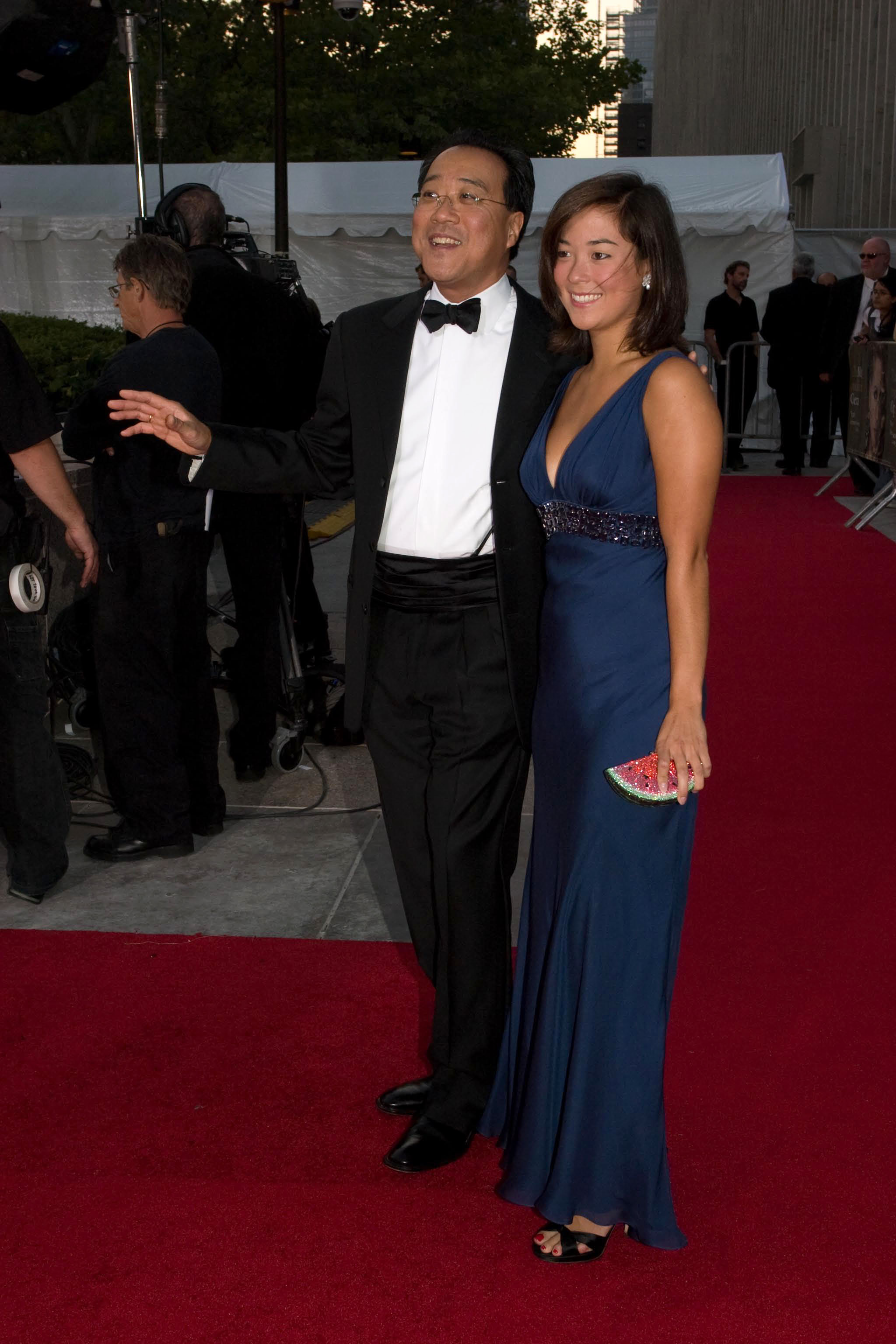
Yo-Yo Ma met zijn dochter Emily bij de Metropolitan Opera (2008)

- Bibsys: 1027821
- Biblioteca Nacional de España: XX1300471
- Bibliothèque nationale de France: cb13897263z (data)
- Catàleg d'autoritats de noms i títols de Catalunya: 981058617117606706
- CiNii: DA07202091
- Gemeinsame Normdatei: 120576856
- International Standard Name Identifier: 0000 0001 0961 5907
- Library of Congress Control Number: n80016911
- Nationale Bibliotheek van Letland: 000207922
- MusicBrainz: 62fe877d-b7a5-43e8-952e-2610d7614bff
- National Archives and Records Administration: 10582508
- Bibliotheek van het Japanse parlement: 00856444
- Nationale Bibliotheek van Tsjechië: js20020122068
- Nationale bibliotheek van Australië: 35672442
- Nationale Bibliotheek van Israël: 987007299790805171
- Nationale Bibliotheek van Polen: a0000001940695
- Nationale en Universitaire bibliotheek Zagreb: 000774874
- Nederlandse Thesaurus van Auteursnamen: 070737738
- Réseau des bibliothèques de Suisse occidentale: 02-A003541578
- Istituto Centrale per il Catalogo Unico: RAVV223225
- LIBRIS: 287173
- SNAC: w6cz38t3
- Système universitaire de documentation: 069784906
- Trove: 1036321
- Virtual International Authority File: 27047399
- WorldCat: E39PBJjtbMhWQjbgVV4PKp9VYP